# Nothing's Changed
Nothing's Changed è il secondo album solista del cantante statunitense Joe Lynn Turner, pubblicato nel 1995 per l'etichetta discografica Pony Canyon Records.

## Tracce
1. Promise of Love – 4:37 –  (Joe Lynn Turner/Tyler/Keys)
2. I Believe – 4:46 –  (Shwersky/Midnight/Cross/Gian)
3. Bad Blood – 5:38 –  (Turner/de Carvalho/Borrelli/Kowal)
4. Imagination – 5:09 –  (de Carvalho/Borrell/Lafalce)
5. Baby's Got a Habit – 3:59 –  (Turner/Byrd/Mohawk)
6. Satisfy Me – 5:23 –  (Shwersky/Cross)
7. All or Nothing at All – 4:22 –  (Turner/Al Pitrelli/Cross)
8. Save a Place – 4:13 –  (Turner/Sabu/House)
9. Nothing's Changed – 4:49 –  (Turner/Pitrelli/Held)
10. Liviana's Intro (strumentale) – 0:15 –  (Turner)
11. The Last Thing – 3:31 –  (Turner/Shwersky/Cross)
12. Let Me Love You Again – 4:24 –  (Turner/Pitrelli/Held/Brown)
13. Knock Knock – 3:51 –  (Turner/Pitrelli/Held)

## Formazione
- Joe Lynn Turner – voce
- John O'Reilly – batteria
- Al Pitrelli – chitarra, tastiere
- Derek Sherinian – pianoforte, tastiere (tracce 1, 7, 8, 11, 13)
- Greg Smith – basso